# Azusa Iwashimizu
Azusa Iwashimizu (jap. 岩清水 梓, Iwashimizu Azusa; * 14. Oktober 1986 in Takizawa, Landkreis Iwate, Präfektur Iwate) ist eine japanische Fußballspielerin.

## Vereinskarriere
Iwashimizu spielt seit 2001 beim Verein NTV Beleza, wo sie Stammspielerin ist.

## Nationalmannschaft
Iwashimizu spielte schon in der U-18, U-19 und U-20 Auswahlen der japanischen Frauennationalmannschaft, sie spielte bei der Universiade 2005 in Izmir für Japan. Iwashimizu absolvierte ihr erstes Länderspiel für Japan am 16. Februar 2006 gegen Russland. Sie erzielte ihr erstes Tor am 7. Mai 2006 gegen die USA. Sie spielte für Japan alle drei Spiele bei der 5. Frauenweltmeisterschaft 2007 wie auch alle sechs Spiele bei den Olympischen Spielen in Peking 2008 und alle sechs Spiele bei der 6. Frauenweltmeisterschaft 2011 in Deutschland. Beim Vorbereitungsspiel gegen Schweden schoss sie den Führungstreffer, den Schweden in der zweiten Halbzeit ausgleichen konnte.
Iwashimizu gehörte auch zum japanischen Kader für die Olympischen Spiele in London. Sie stand in allen sechs Spielen in der Startformation und spielte jeweils über die volle Distanz, u. a. im mit 1:2 gegen die USA verlorenen Finale und gewann mit ihrer Mannschaft die Silbermedaille.
Am 8. Mai 2014 machte sie beim Spiel gegen Neuseeland ihr 100. Länderspiel.
Im Mai 2014 gewann sie mit ihrer Mannschaft erstmals die  Asienmeisterschaft, wobei sie im Finale gegen Titelverteidiger Australien den 1:0-Siegtreffer erzielte.
Sie wurde auch für die WM 2015 nominiert und in den ersten beiden Gruppenspielen sowie den vier Spielen der Finalrunde eingesetzt. Im Finale gegen die USA kassierte ihre Mannschaft vier Tore in den ersten 16 Minuten. Iwashimizu wurde dann in der 33. Minute ausgewechselt und durch Rekordnationalspielerin Homare Sawa ersetzt, was aber am Endergebnis nicht mehr viel änderte.
Beim Qualifikationsturnier für die Olympischen Spiele 2016 in Osaka scheiterte sie aber mit ihrer Mannschaft an Australien und China, so dass sich Japan nicht für die Olympischen Spiele qualifizieren konnte. Sie wurde dabei in drei Spielen eingesetzt und führte die Mannschaft beim 6:1-Sieg gegen Vietnam als Kapitänin aufs Feld.

## Erfolge
- Weltmeisterin bei der FIFA Frauen WM 2011 in Deutschland
- Vizeweltmeisterin 2015
- Silbermedaille bei den Olympischen Spielen 2012